# 海女 (韓国)

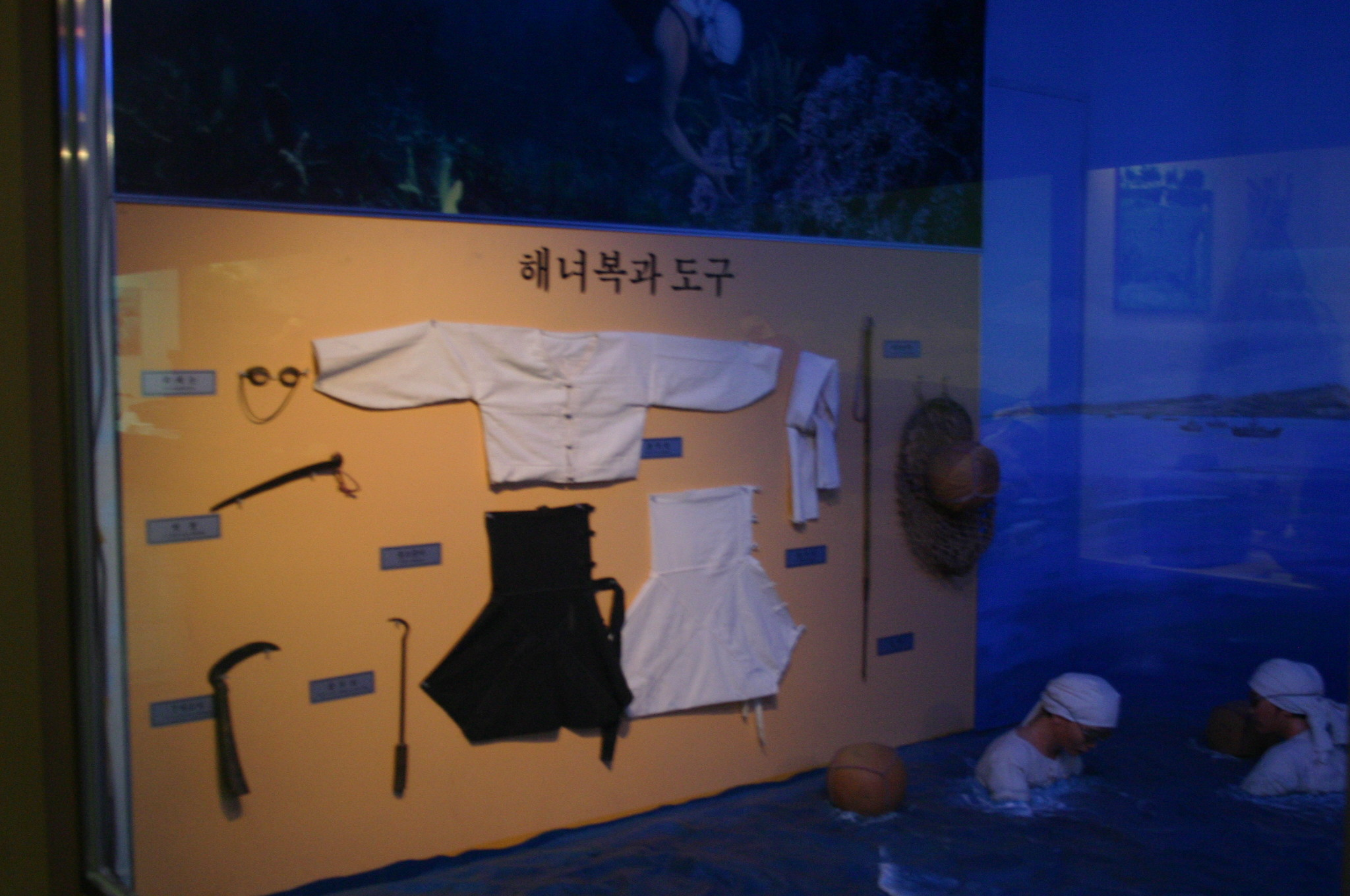
済州海女博物館に展示されている道具や装備

海女（朝鮮語: 해녀：ヘニョ、英語: Haenyo）は、大韓民国（韓国）において、海に潜って貝類や海藻を採集する漁をする女性である。

## 概要
済州島が韓国では最も海女登録者が多い。済州島での素潜り漁の記録は5世紀に遡るとの主張があり、その当初は男性の仕事であったとされる。朝鮮半島の女性による素潜り漁が一般化したのは17世紀に入ってからであり、18世紀には男性の海人を上回ったとされる。1879年に日本海女による朝鮮半島沿岸への出漁が始まっていたが、1895年には済州島海女も朝鮮本土へ進出、やがて出稼ぎ先は中国・ロシア沿海州・日本へと広がった。1970年には14000人を超えたが、高齢化で年々減少、2012年末で4574人となった。8割が60歳以上であり、男性の海人を含む潜水漁業従事者の所得向上や操業環境改善が計画されている。済州島の海女は三重県鳥羽市や石川県輪島市の海人を訪ねる日韓交流を続けており、また三重県の海女が済州島海女の祭典に参加したことが伝えられている。
済州海女文化には、海女の技術をはじめ海の生態環境に適応して蓄積された長い経験や知識、海女の安全を祈願する儀礼などが含まれるとして、2012年に韓国の無形遺産として登録された。さらに、済州島を中心とする海女文化は韓国の代表的な無形遺産であるとして、韓国政府は2013年12月、国連教育科学文化機関無形文化遺産への登録を申請することを決め、2016年に登録。2023年には国連食糧農業機関による世界農業遺産にも登録。2015年の韓国のSBSスペシャルは韓国の海女の認識は過去の男性が主な経済社会活動の階層であった時代から学びと経済活動の機会がなかった女性の唯一の経済活動だったと認識されている一方、日本では海女を職業として見ることができると報道している。番組では経済的待遇でも日本に出稼ぎに行った海女は1日二時間の労働で500万ウォン収入の一方、韓国国内のみでは20万ウォンしか稼げないという現実から海女の認識と待遇が両国であまりにも違うとの韓国人海女の声を伝えている。
2019年に韓国国内の補償金制度目当てに男性や海に潜ったこともない女性が海女だと登録して、300万ウォンから多くは4600万ウォンの補償金を得ていたことが発覚した。蔚山蔚州郡では村長を含むタクシー運転手や満喫経営者・警備員・末期患者など130人が村単位で海女として登録していたことで14億ウォン近い補償金を受けていること、漁業補償ブローカーの存在が発覚した。この村では海女登録者の79%が男性を含む補償金目当ての男女だった。摘発した韓国警察は保証金目当ての登録が他の地区にも蔓延しているとして、調査に乗り出すことを発表した。

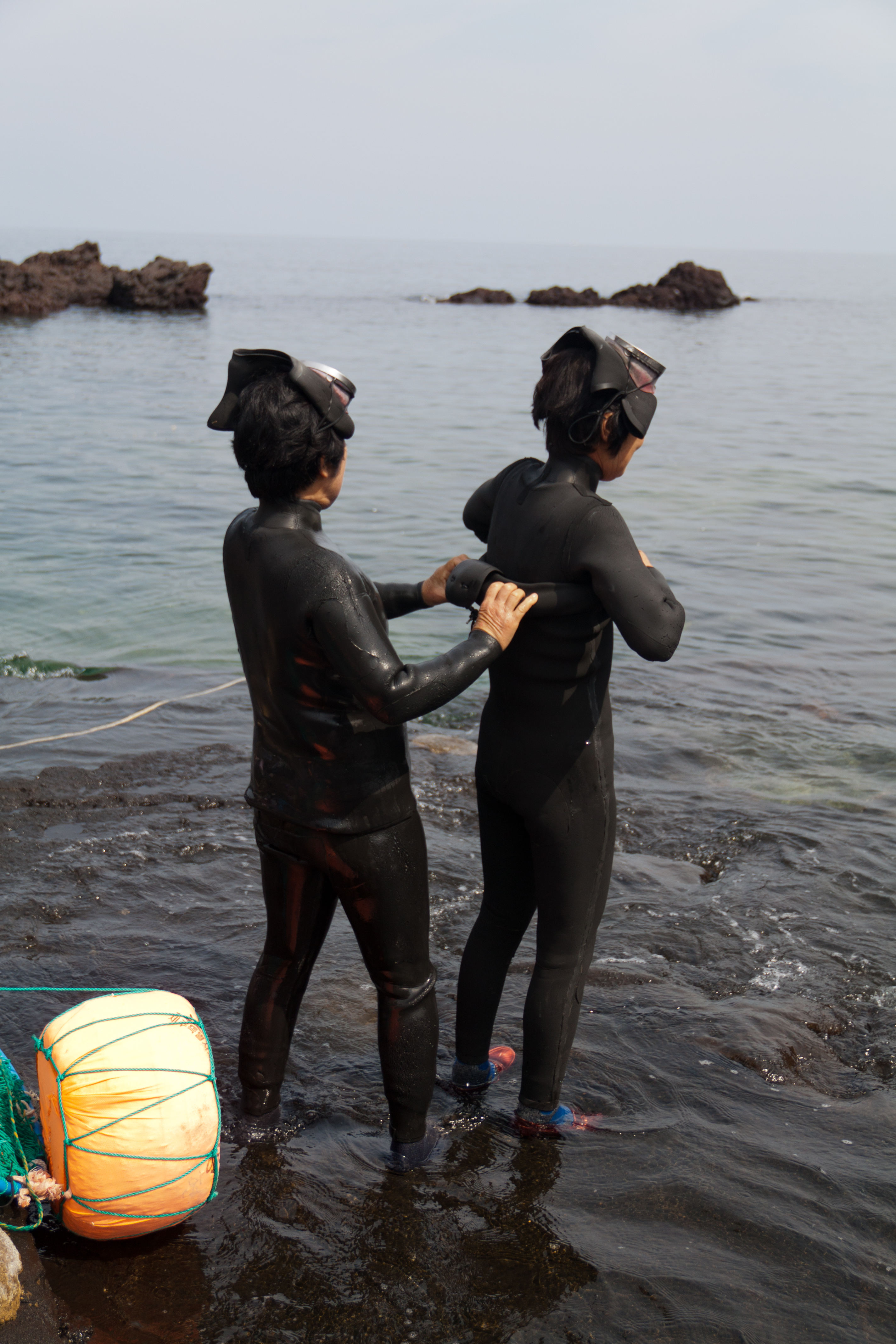
済州島の海女（1）、2012年9月21日
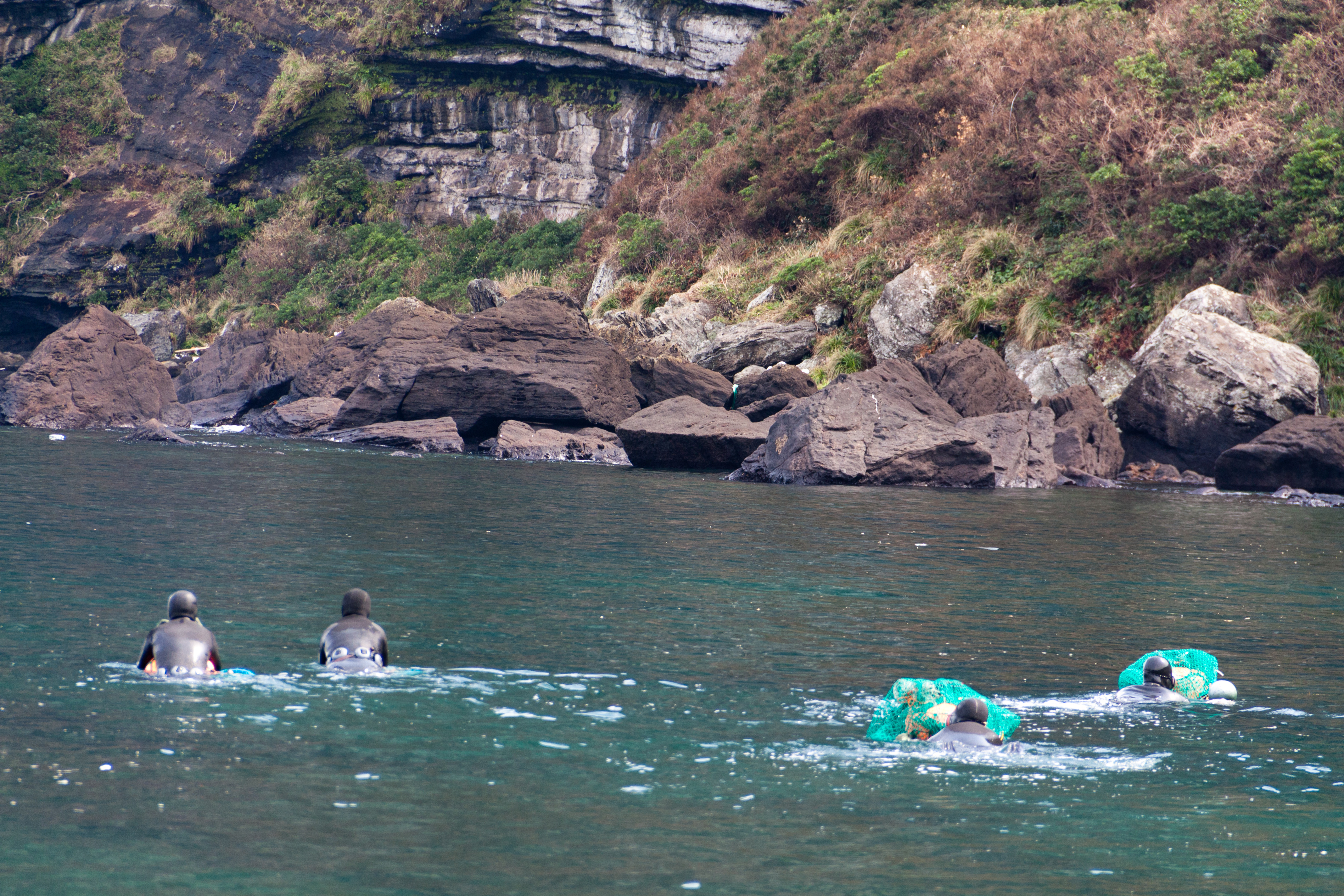
済州島の海女（2）、2012年9月21日
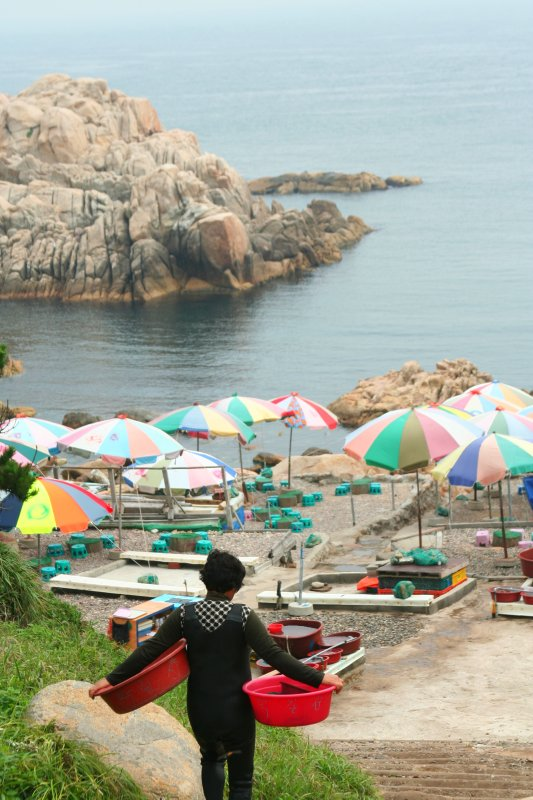
蔚山の海女、2007年4月17日